# Верхній Лескен
Верхній Лескен (рос. Верхний Лескен) — село у Лескенському районі Кабардино-Балкарії Російської Федерації.
Орган місцевого самоврядування — сільське поселення Верхній Лескен. Населення становить 173 особи.

## Історія
Згідно із законом від 27 лютого 2005 року органом місцевого самоврядування є сільське поселення Верхній Лескен.

## Населення
| 1979 | 2002 | 2010 | 2012 | 2013 | 2014 | 2015 |
| ---- | ---- | ---- | ---- | ---- | ---- | ---- |
| 338  | ↘210 | ↘173 | ↘161 | ↗162 | ↘157 | ↘152 |
| 2016 | 2017 | 2018 | 2019 | 2020 |      |      |
| ↘146 | ↘144 | ↘142 | ↘140 | →140 |      |      |